# 卡普沙河
59°52′00″N 33°41′51.2″E / 59.86667°N 33.697556°E
卡普沙河（俄语：Капша），是俄羅斯的河流，位於該國西北部列寧格勒州，屬於帕沙河的右支流，發源自卡普什湖，河道全長115公里，流域面積1,700平方公里。